# Молчанов, Игорь Николаевич
Игорь Николаевич Молчанов (род. 1972) — российский учёный, доктор экономических наук, профессор.

## Биография
Родился 1 января 1972 года.
В 1993 году окончил с отличием Ростовский институт народного хозяйства по специальности «Экономика и социология труда».
В 1996 году защитил кандидатскую диссертацию на тему «Статистическое изучение и прогнозирование развития высшего образования в переходный период» (научный руководитель - профессор Князевский Владимир Сергеевич).
С 2003 года — старший научный сотрудник, доцент, профессор экономического факультета Московского государственного университета имени М. В. Ломоносова. 
В 2008 году в МГУ имени М. В. Ломоносова защитил докторскую диссертацию на тему «Социально-экономические основы формирования потенциала сферы высшего профессионального образования» (научный консультант - профессор Жильцов Евгений Николаевич).
Специалист в области экономики, статистики образования, экономики общественного сектора, экономики сферы услуг, региональной экономики. 
В 2003—2007 годах являлся помощником заместителя председателя Комитета по образованию и науке Государственной Думы Федерального Собрания Российской Федерации; в 2008—2011 годы — помощником первого заместителя председателя Комитета по образованию Государственной Думы Федерального Собрания Российской Федерации: с 2011 года — член экспертного совета по высшему и послевузовскому образованию при Комитете по образованию Государственной Думы Федерального Собрания Российской Федерации. 
И. Н. Молчанов — участник ряда научных конференций — «Российские общественные науки: новая перспектива» (Москва, 13—15 октября 1999 года, МОНФ); научно-практической конференции «Россия и интернационализация высшего образования» (Москва, 24—25 ноября 2005 года, МГУ); международной научной конференции «Наука без границ — взаимозависимости кризисных явлений в экономике и обществе» (Сольнок, Венгрия, 15—17 ноября 2010 года, Сольнокский институт) и других.
Общий объем публикаций более 150, из них: монографий — 6, учебников и учебных пособий — 14, научныx статей в журналах, рекомендованных ВАК — 20.

### Область научных интересов
Экономика образования, экономика туризма и спорта, региональная экономика.

### Учебные пособия
1. Статистические расчеты на компьютере с использованием ППП Microstat : [Учебное пособие для студентов 2 курса всех спец., изучающих статику] /Князевский В.С., Молчанов И.Н.; М-во общ. и проф. образования Рос. Федерации, Рост. гос. экон. акад.. — Ростов н/Д : Изд-во РГЭА, 1996. — 83 с.[7]
2. Статистические методы прогнозирования : Учебное пособие для аспирантов /Арженовский С. В., Молчанов И. Н.; Министерство образования РФ, Рост. гос. экон. ун-т "РИНХ". — Ростов н/Д : Изд-во РГЭУ "РИНХ", 2001. — 73 с.[8]